# Патара-Келети
Патара-Келети (груз. პატარა ყელეთი) — село в Грузии. Находится в Хашурском муниципалитете края Шида-Картли. Высота над уровнем моря составляет 890 метров. Население — 17 человек (2014).